# Яутепек (Морелос)
Яутепек (исп. Yautepec) — муниципалитет штата Морелос в Мексике. Административный центр — Яутепек-де-Сарагоса.